# Koń (wieś)
Koń – wieś w Polsce położona w województwie kujawsko-pomorskim, w powiecie brodnickim, w gminie Zbiczno, na obszarze Brodnickiego Parku Krajobrazowego.

## Podział administracyjny
W latach 1975–1998 miejscowość administracyjnie należała do województwa toruńskiego.

## Demografia
Według Narodowego Spisu Powszechnego (III 2011 r.) liczył 19 mieszkańców. Jest jedną z 2 najmniejszych miejscowości powiatu brodnickiego (liczba ludności żadnego z nich nie przekracza 20 osób).